# Trentepohlia flavicollis
Trentepohlia flavicollis är en tvåvingeart som först beskrevs av Edwards 1925.  Trentepohlia flavicollis ingår i släktet Trentepohlia och familjen småharkrankar. Inga underarter finns listade i Catalogue of Life.